# Moro Moro
Moro Moro è un comune (municipio in spagnolo) della Bolivia nella provincia di Vallegrande (dipartimento di Santa Cruz) con 2.715 abitanti (dato 2010).

## Cantoni
Il comune è suddiviso in 5 cantoni:
- Abra el Astillero
- Añapancu
- Ariruma
- La Laja
- Moro Moro